# Lista celor mai mari moschei din lume

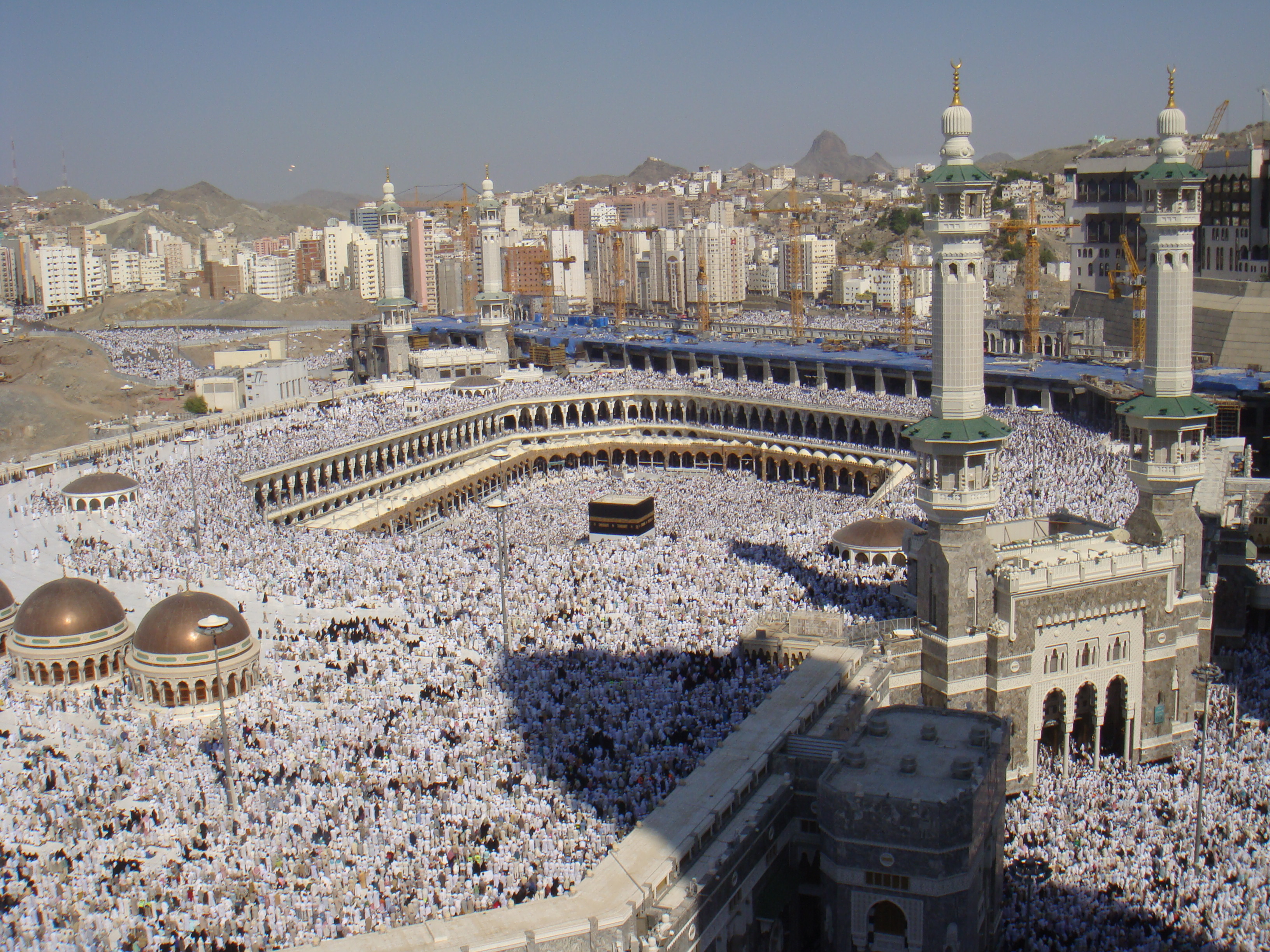
Moscheea Sfântă (Masjid al-Haram) din Mecca, Arabia Saudită, cea mai mare moschee din lume

Lista celor mai mari moschei din lume clasifică lăcașurile de cult islamice la nivel global care pot găzdui peste 15.000 de persoane, în funcție de capacitatea acestora. 
Sunt incluse moschei din întreaga lume, care aparțin oricărei ramuri islamice. Toate lăcașurile de cult cuprinse în listă sunt moschei congregaționale, respectiv moschei care găzduiesc rugăciunea de vineri (ṣalāt al-jumuʿa) a unei congregații (jamāʿa).
Lista cuprinde structurile finalizate a căror capacitate depășește valoarea de 15.000 de persoane. Ordinea este descrescătoare, în funcție de capacitatea structurii.
| Imagine                                            | Nume | Capacitate (persoane) | Suprafață (m2) | Oraș                         | Țară                  | An   | Ramură   | Note                    |
|                                                    | |                       |                |                              |                       |      |          |                         |
| -------------------------------------------------- | --- | --------------------- | -------------- | ---------------------------- | --------------------- | ---- | -------- | ----------------------- |
|                                                    | Moscheea Sfântă din Mecca (Masjid al-Haram) (în arabă المسجد الحرام, transliterat: Almasjid alharam)                                             | 2.500.000             | 756.761,79     | Mecca                        | Arabia Saudită        | 638  | sunism   | [ 1 ] [ 2 ] [ 3 ] [ 4 ] |
|                                                    | Moscheea Profetului din Medina (în arabă المسجد النبوي, transliterat: Almasjid alnabawiu)                                                        | 1.000.000             | 614.800        | Medina                       | Arabia Saudită        | 623  | sunism   | [ 4 ] [ 5 ] [ 6 ]       |
|                                                    | Moscheea Imamului Ali (în arabă حرم الإمام علي, transliterat: Haram al'iimam eali)                                                               | 800.000               |                | Najaf                        | Irak                  | 900  | șiism    |                         |
|                                                    | Moscheea Imamului Ridha (în arabă العتبة الرضوية, transliterat: Aleatabat alridawia)                                                             | 800.000               | 267.069        | Mașhad                       | Iran                  | 729  | șiism    | [ 7 ] [ 8 ]             |
|                                                    | Marea Moschee Jama din Karachi (în urdu گرینڈ جامع مسجد، کراچی, transliterat: Garind jama masjid, karachi)                                       | 800.000               | 202.342,72     | Karachi                      | Pakistan              | 2023 | sunism   | [ 9 ] [ 10 ]            |
|                                                    | Moscheea Al-Aqsa (în arabă المصلى القبلي, transliterat: Almusalaa alqabliu)                                                                      | 400.000               | 144.000        | Ierusalim                    | Palestina             | 637  | sunism   | [ 11 ]                  |
|                                                    | Moscheea Faisal (în urdu فیصل مسجد, transliterat: Fisal masjid)                                                                                  | 300.000               | 130.000        | Islamabad                    | Pakistan              | 1986 | sunism   | [ 12 ] [ 13 ]           |
|                                                    | Marea Moschee din Astana (în kazahă Астана қаласының бас мешіті, cu alfabet latin: Astana qalasynyŋ bas meşıtı)                                  | 230.000               | 68.062         | Astana                       | Kazahstan             | 2022 | sunism   | [ 14 ]                  |
|                                                    | Moscheea Istiqlal (în indoneziană Masjid Istiqlal)                                                                                               | 200.000               | 93.200         | Jakarta                      | Indonezia             | 1978 | sunism   | [ 15 ]                  |
|                                                    | Marea Moschee Makki din Zahedan (în arabă مسجد جامع مکی زاهدان, transliterat: Masjed jame maki zacpehdan)                                        | 180.000               | 50.000         | Zahedan                      | Iran                  | 1971 | sunism   | [ 16 ] [ 17 ]           |
|                                                    | Taj-ul-Masajid (în arabă تَاجُ ٱلْمَسَاجِد, transliterat: Taj ٱlmasajid)                                                                               | 175.000               | 23.000         | Bhopal                       | India                 | 1901 | sunism   | [ 18 ] [ 19 ]           |
|                                                    | Moscheea Jamkaran (în persană مسجد جمکران, transliterat: Masjed jamkeran)                                                                        | 150.000               | 38.000         | Qom                          | Iran                  | 984  | șiism    |                         |
|                                                    | Marea Moschee din Alger (Djamaa el Djazaïr) (în arabă جامع الجزائر, transliterat: Jamie aljazayir)                                               | 120.000               | 20.000         | Alger                        | Algeria               | 2019 | sunism   | [ 20 ]                  |
|                                                    | Centrul Cultural Islamic Egiptean (Masjid Misr Al Kabeer) (în arabă مركز مصر الثقافي الإسلامي, transliterat: Markaz misr althaqafiu al'iislamiu) | 120.000               | 19.100         | Noua Capitală Administrativă | Egipt                 | 2023 | sunism   | [ 21 ]                  |
|                                                    | Moscheea Hassan al II-lea (în arabă مسجد الحسن الثاني, transliterat: Masjid alhasan althaani)                                                    | 105.000               | 20.000         | Casablanca                   | Maroc                 | 1993 | sunism   | [ 22 ]                  |
|                                                    | Marea Moschee din Damasc [în arabă الجامع الأموي (دمشق), transliterat: Aljamie al'umawiu (Dimashqu)]                                             | 100.000               | 15.132         | Damasc                       | Siria                 | 715  | sunism   | [ 23 ]                  |
| Night View of Badshahi Mosque (King’s Mosque)      | Moscheea Badshahi (în urdu بادشاہی مسجد‎, transliterat: Badshai masjid‎)                                                                           | 100.000               | 29.867,2       | Lahore                       | Pakistan              | 1673 | sunism   | [ 24 ]                  |
| Side view of Grand Jamia Masjid Bahria Town Lahore | Marea Moschee Jama (în urdu گرینڈ جامع مسجد, transliterat: Garind jama masjid)                                                                   | 70.000                |                | Lahore                       | Pakistan              | 2014 | sunism   | [ 25 ] [ 26 ]           |
|                                                    | Moscheea Çamlıca (în turcă Çamlıca Camii) | 63.000                |                | Istanbul                     | Turcia                | 2019 | sunism   | [ 27 ] [ 28 ]           |
|                                                    | Marea Moschee Al Jabbar (în indoneziană Masjid Raya Al Jabbar)                                                                                   | 60.000                | 25.997         | Bandung                      | Indonezia             | 2022 | sunism   | [ 29 ]                  |
|                                                    | Moscheea Al Saleh (în arabă جَامِع ٱلصَّالِح, transliterat: Jamie ٱlsaalih)                                                                           | 45.000                | 27.300         | Sana'a                       | Yemen                 | 2008 | sunism   | [ 30 ]                  |
|                                                    | Moscheea Baitul Mukarram (în bengaleză বায়তুল মোকাররম, transliterat Bāẏatula mōkārarama)                                                             | 42.000                |                | Dhaka                        | Bangladesh            | 1959 | sunism   | [ 31 ] [ 32 ]           |
|                                                    | Marea Moschee din Abu Dhabi (în arabă جامع الشيخ زايد, transliterat: Jamie alshaykh zayid)                                                       | 40.000                | 22.412         | Abu Dhabi                    | Emiratele Arabe Unite | 2007 | sunism   | [ 33 ]                  |
|                                                    | Moscheea Jama din Srinagar (în urdu جامع مسجد سرینگر, transliterat: Jama masjid saringr)                                                         | 33.333                | 13.592         | Jammu și Cașmir              | India                 | 1400 | sunism   | [ 34 ] [ 35 ]           |
|                                                    | Moscheea Națională Al-Akbar din Surabaya (în indoneziană Masjid Nasional Al-Akbar Surabaya)                                                      | 30.000                |                | Surabaya                     | Indonezia             | 2000 | sunism   | [ 36 ]                  |
|                                                    | Moscheea Mândria musulmanilor (în rusă Мечеть «Гордость мусульман», transliterat: Mecet «Gordost musulman»)                                      | 30.000                |                | Șali, Cecenia                | Rusia                 | 2019 | sunism   | [ 37 ]                  |
|                                                    | Marea Moschee 1 noiembrie 1954 (în arabă المسجد الكبير 1 نوفمبر 1954, transliterat: Almasjid alkabir 1 nufimbir 1954)                            | 30.000                | 27.580         | Batna                        | Algeria               | 2003 | sunism   | [ 38 ]                  |
|                                                    | Moscheea Massalikoul Djinane (în franceză Mosquée Massalikoul Djinane)                                                                           | 30.000                | 10.000         | Dakar                        | Senegal               | 2019 | sunism   | [ 39 ]                  |
|                                                    | Moscheea Imam Muhammad ibn Abd al-Wahhab (în arabă جامع الإمام محمد بن عبد الوهاب, transliterat: Jamie al'iimam muhamad bin eabd alwahaab)       | 30.000                | 19.565         | Doha                         | Qatar                 | 2010 | sunism   | [ 40 ]                  |
|                                                    | Marea Moschee Baiturrahman (în indoneziană Masjid Raya Baiturrahman)                                                                             | 30.000                |                | Banda Aceh                   | Indonezia             | 1881 | sunism   | [ 41 ]                  |
|                                                    | Moscheea Sabanci Merkez (în turcă Sabancı Merkez Camii)                                                                                          | 28.500                | 6.600          | Adana                        | Turcia                | 1998 | sunism   | [ 27 ] [ 42 ]           |
|                                                    | Marea Moschee At-Tin (în indoneziană Masjid Agung At-Tin)                                                                                        | 25.850                |                | Jakarta                      | Indonezia             | 1997 | sunism   | [ 43 ]                  |
| Jamiul Futuh, The Indian Grand Masjid              | Marea Moschee Indiană (Jāmi'ul Futūh) (în santali ഇന്ത്യൻ ഗ്രാൻഡ് മസ്‍ജിദ്, transliterat: Indian graand masjid)                                            | 25.000                |                | Kerala                       | India                 | 2022 | sunism   | [ 44 ]                  |
|                                                    | Moscheea Jama (în urdu جامع مسجد, transliterat: Jāme masjid)                                                                                     | 25.000                |                | Shahjahanabad                | India                 | 1656 | sunism   | [ 45 ]                  |
|                                                    | Moscheea Spitalului Militar din Jahlem (în bengaleză সিএমএইচ মসজিদ ঝিলাম, transliterat Si'ēma'ē'ica masajida jhilāma)                                | 25.000                |                | Jhelum, Punjab               | Pakistan              | 1950 | sunism   | [ 46 ]                  |
|                                                    | Moscheea Națională din Abuja (în engleză Abuja National Mosque)                                                                                  | 25.000                |                | Abuja                        | Nigeria               | 1984 | sunism   | [ 47 ]                  |
|                                                    | Moscheea Saladin Ayyubi (în turcă Selahaddin Eyyubi Camii)                                                                                       | 25.000                | 43.500         | Diyarbakır                   | Turcia                | 2023 | sunism   | [ 48 ]                  |
|                                                    | Moscheea Sultan Salahuddin Abdul Aziz (în malaieză Masjid Sultan Salahuddin Abdul Aziz Shah)                                                     | 24.000                |                | Shah Alam, Selangor          | Malaysia              | 1988 | sunism   | [ 49 ]                  |
|                                                    | Moscheea Tuanku Mizan Zainal Abidin (în malaieză Masjid Tuanku Mizan Zainal Abidin)                                                              | 24.000                |                | Putrajaya                    | Malaysia              | 2009 | sunism   | [ 50 ]                  |
|                                                    | Moscheea Kocatepe (în turcă Kocatepe Camii) | 24.000                |                | Ankara                       | Turcia                | 1987 | sunism   | [ 27 ]                  |
|                                                    | Marea Moschee Centrului Islamic din Jakarta (în indoneziană Masjid Raya Jakarta Islamic Centre)                                                  | 20.000                |                | Jakarta                      | Indonezia             | 1972 | sunism   | [ 51 ]                  |
|                                                    | Moscheea Al-Azhar (în arabă الجامع الأزهر, transliterat: Aljamie al'azhar)                                                                       | 20.000                | 7.897          | Cairo                        | Egipt                 | 972  | sunism   | [ 52 ]                  |
|                                                    | Moscheea Aqsa (în urdu مسجدِ اقصیٰ, transliterat: Maszid akhasa)                                                                                   | 20.000                | 6.500          | Rabwah, Punjab               | Pakistan              | 1972 | ahmadism | [ 53 ]                  |
|                                                    | Moscheea Dian Al-Mahri (în indoneziană Masjid Dian Al-Mahri)                                                                                     | 20.000                | 8.000          | Depok                        | Indonezia             | 2006 | sunism   | [ 54 ] [ 55 ]           |
|                                                    | Marea Moschee din Conakry (în franceză Grande mosquée de Conakry)                                                                                | 20.000                |                | Conakry                      | Guineea               | 1982 | sunism   | [ 52 ]                  |
|                                                    | Marea Moschee din Sumatra de Vest (în indoneziană Masjid Raya Sumatera Barat)                                                                    | 20.000                | 4.430          | Padang, Sumatra              | Indonezia             | 2014 | sunism   | [ 56 ]                  |
|                                                    | Moscheea Id Kah (în uigură ھېيتگاھ مەسچىتى, transliterat: Heytɡah meschiti)                                                                      | 20.000                |                | Kashgar                      | China                 | 1442 | sunism   | [ 57 ]                  |
|                                                    | Moscheea Shah Jahan (în urdu شاہ جہاں مسجد, transliterat: Shah jahan masjid)                                                                     | 20.000                | 1.560          | Thatta, Sindh                | Pakistan              | 1659 | sunism   | [ 58 ]                  |
|                                                    | Marea Moschee Sultan Qabus (în arabă جَامِع ٱلسُّلْطَان قَابُوْس ٱلْأَكْبَر‎, transliterat: Jamie ٱlsultan qabus ٱl'akbar‎)                                     | 20.000                |                | Muscat                       | Oman                  | 2001 | ibadism  | [ 59 ]                  |
|                                                    | Moscheea Suleymaniye (în turcă Süleymaniye Camii)                                                                                                | 20.000                |                | Istanbul                     | Turcia                | 1557 | sunism   | [ 27 ]                  |
|                                                    | Hagia Sofia (în greacă Αγία Σοφία, transliterat: Agía Sofía, în turcă Ayasofya)                                                                  | 18.000                |                | Istanbul                     | Turcia                | 537  | sunism   | [ 27 ]                  |
|                                                    | Moscheea Al-Kauthar (în malaieză Masjid Besar Tawau)                                                                                             | 17.000                |                | Tawau, Sabah                 | Malaysia              | 1997 | sunism   | [ 60 ]                  |
|                                                    | Moscheea Al-Fattah Al-Aleem (în arabă مَسجِد الفَتّاح العَليم, transliterat: Masjid alfattah alealym)                                                 | 17.000                |                | Noua Capitală Administrativă | Egipt                 | 2019 | sunism   | [ 61 ]                  |
|                                                    | Moscheea Teritoriului Federal (în malaieză Masjid Wilayah Persekutuan)                                                                           | 17.000                |                | Kuala Lumpur                 | Malaysia              | 2000 | sunism   | [ 62 ]                  |
|                                                    | Moscheea centrală Juma din Makhachkala (în rusă Центральная Джума-мечеть Махачкалы, transliterat: Țentralnaia Djuma-mecet Mahacikalî)            | 15.000                |                | Makhachkala                  | Rusia                 | 1998 | sunism   | [ 63 ]                  |
|                                                    | Moscheea Al-Aqsa din Qadian (în urdu مسجدِ اقصیٰ, transliterat: Maszid akhasa)                                                                     | 15.000                |                | Qadian, Punjab               | India                 | 1876 | ahmadism | [ 64 ]                  |
|                                                    | Marea Moschee Al-Azhom (în indoneziană Masjid Raya Al-A'zhom)                                                                                    | 15.000                |                | Tangerang                    | Indonezia             | 2003 | sunism   | [ 65 ]                  |
|                                                    | Moscheea Emir Abdelkader (în arabă مسجد الأمير عبد القادر, transliterat: Masjid al'amir eabd alqadir)                                            | 15.000                |                | Constantine                  | Algeria               | 1994 | sunism   | [ 52 ]                  |
|                                                    | Marea Moschee din Java Centrală (în indoneziană Masjid Agung Jawa Tengah)                                                                        | 15.000                |                | Semarang                     | Indonezia             | 2006 | sunism   | [ 66 ]                  |
|                                                    | Marea Moschee Sabilal Muhtadin (în indoneziană Masjid Raya Sabilal Muhtadin)                                                                     | 15.000                |                | Banjarmasin                  | Indonezia             | 1974 | sunism   | [ 67 ]                  |
|                                                    | Moscheea Națională a Malaeziei (în malaieză Masjid Negara Malaysia)                                                                              | 15.000                |                | Kuala Lumpur                 | Malaysia              | 1965 | sunism   | [ 68 ]                  |
|                                                    | Moscheea Putra (în indoneziană Masjid Putra) | 15.000                |                | Putrajaya                    | Malaysia              | 1999 | sunism   | [ 69 ]                  |
|                                                    | Moscheea Sultan Haji Hassanal Bolkiah (în engleză Sultan Haji Hassanal Bolkiah Mosque)                                                           | 15.000                |                | Cotabato City, Mindanao      | Filipine              | 2011 | sunism   | [ 70 ]                  |

## Notă explicativă
1. ↑  O moschee congregațională sau moschee de vineri (în arabă مَسْجِد جَامِع, transliterat: Masjid jāmi‘, sau simplu: جَامِع, transliterat: jāmi‘; în turcă Cami), sau uneori mare moschee (în arabă جامع كبير, transliterat: Jāmi‘ kabir, în turcă Ulu Cami), este o moschee care găzduiește rugăciunile de vineri la prânz, cunoscute sub numele de jumu'ah. De asemenea, poate găzdui rugăciunile de Eid (rugăciuni din zilele festive ale comunității islamice - umma) în situațiile în care nu este disponibil în apropiere un loc de rugăciune (musalla) sau un loc de rugăciune de zi festivă (eidgah). În istoria islamică timpurie, numărul de moschei congregaționale dintr-un oraș era strict limitat. Pe măsură ce orașele și populațiile au crescut în timp, a devenit mai frecvent ca multe moschei să găzduiască rugăciunile de vineri în aceeași locație